# Pseudis limellum
Pseudis limellum är en groddjursart som först beskrevs av Cope 1862.  Pseudis limellum ingår i släktet Pseudis och familjen lövgrodor. IUCN kategoriserar arten globalt som livskraftig. Inga underarter finns listade i Catalogue of Life.